# Bösenburg
Bösenburg ist ein Ortsteil der Gerbstedter Ortschaft Rottelsdorf und ein Dorf im Landkreis Mansfeld-Südharz in Sachsen-Anhalt.

## Geografie
Bösenburg liegt in einer Schlucht in der sonst flachen Landschaft Mansfelder Platte. Diese Schlucht begrenzt den Burgberg im Zentrum von drei Seiten. Auf diesem befindet sich auch die Dorfkirche der Ortschaft. Auf Grund der Tallage Bösenburgs ist die Ortschaft wasserreich, drei kleinere Bäche entspringen um das Dorf und fließen in der Ortslage an verschiedenen Stellen in den aus Rottelsdorf kommenden Fleischgraben und den aus Burgsdorf kommenden Fleischbach, in den auch der Fleischgraben mündet. Der nächste größere Ort ist das etwa 5 km nordöstlich liegende Gerbstedt, die nächste Großstadt ist das 30 km südöstlich liegende Halle. Im Bösenburger Ortskern kreuzen sich die Straße von Burgsdorf nach Freist und die von Rottelsdorf nach Heiligenthal.

## Geschichte
Bösenburg und seine Umgebung sind reich an vorgeschichtlichen Funden. Neben einem Fürstengrab der Aunjetitzer Kultur bei Helmsdorf (2300–1550 v. Chr.) sind verschiedene Funde aus der Zeit der Wenden überliefert.
Im frühen Mittelalter war Bösenburg Gerichtsort im nördlichen Hassegau. Der sog. Landding hatte hier einen Hauptort. Geschehnisse in Bösenburg sind zwischen 1140 und 1183 n. Chr. im Zusammenhang mit Graf Hoyer III. von Mansfeld und von 1273 im Zusammenhang mit Graf Hermann von Mansfeld überliefert. Im Jahre 1183 wird der Ort dabei Bisiniburg genannt. Im Jahre 1265 gibt Graf Burchard III. von Mansfeld nach einem Prozess im Lantdinc von Beseneborch eine Hufe in Rumpin an das Kloster Mehringen ab.
In der Magdeburger Erzbischofsfehde kam es nach dem Tode von Erzbischof Conrad von Magdeburg 1278 bei Bösenburg zu einer Schlacht zwischen Burchard von Schraplau und Drost Gumprecht von Alsleben gegen wahrscheinlich Mansfelder Grafen oder Regensteiner Grafen.
Bis zum 1. Januar 2010 gehörte der Ort zur Gemeinde Rottelsdorf, nach dessen Eingemeindung wurde Bösenburg ein Ortsteil der Ortschaft (der eingemeindeten Gemeinde) Rottelsdorf.

### Die Burg auf dem Burgberg

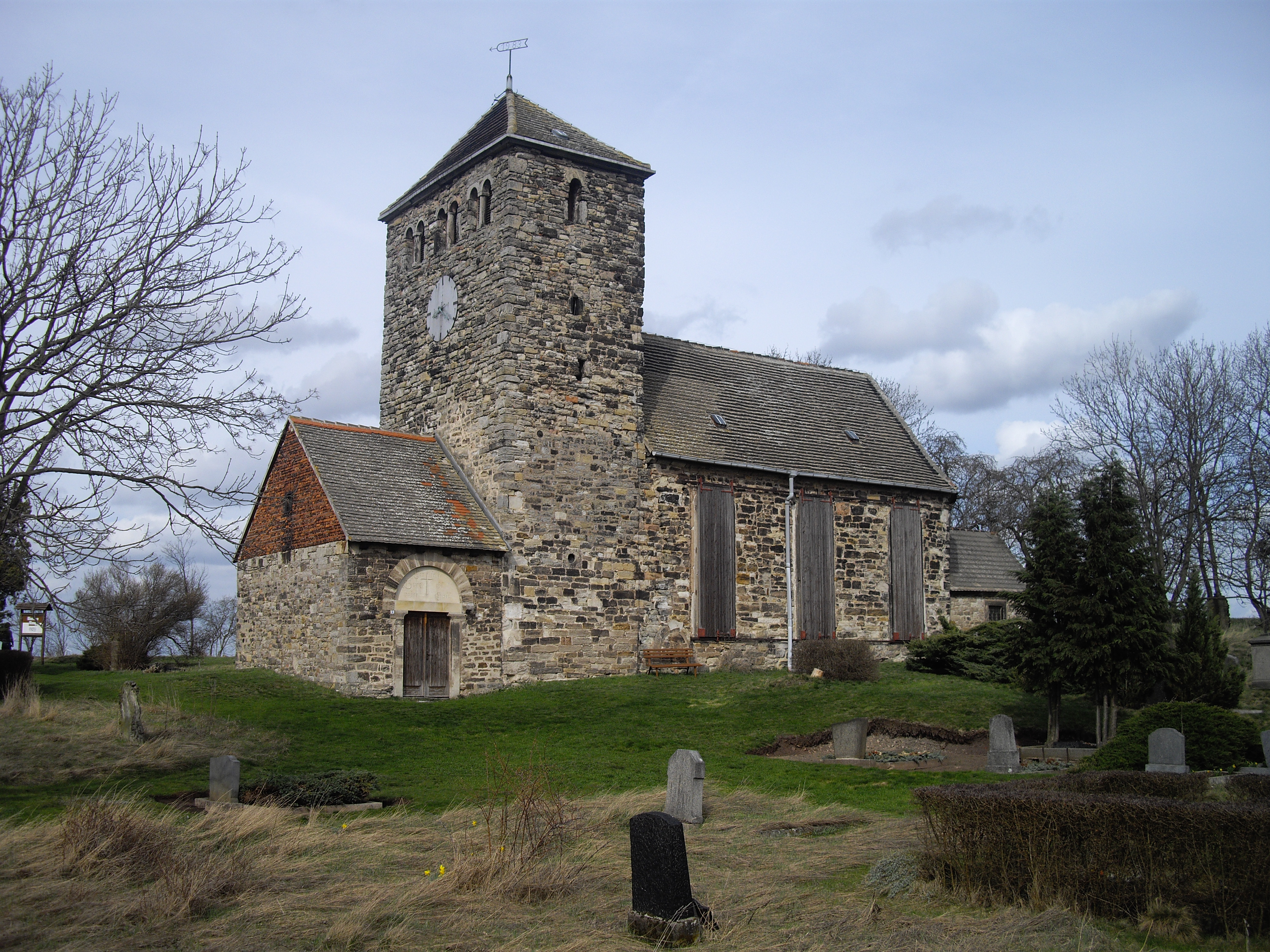
Die Kirche auf dem Burgberg bei Bösenburg

Auf dem Burgberg östlich des Ortes soll sich die Burg des Thüringerkönigs Bisinus befunden haben. Diese war wahrscheinlich älter als Bösenburg selbst. Im Jahre 1850 trugen die Bewohner Bösenburgs den 10–15 Fuß hohen Wall der Befestigungsanlage auf dem Burgberg ab, um daraus Erde zu gewinnen. Dabei wurden Zahlreiche Urnen, Waffen und Steingeräte gefunden. Heute sind von der Burg nur noch ein paar Fundamente zu finden.
Noch im Jahr 1790 wird von Resten hoher Steinmauern auf dem Burgberg berichtet.
Zwischen dem Burgberg selbst und dem Dorf im Tal befand sich die Vorburg Funkenburg. Diese Bestand aus Wällen, Gräben und Verschanzungen, die durch Steinbruchtätigkeiten im Burgberg zerstört wurden.

### Steinmetzgewerbe in Bösenburg
Im Burgberg wurde früher unterirdisch der gelbweiße Bösenburger Sandstein gebrochen. Einige Bereiche des Berges sind wegen der Einsturzgefahr mit Schildern als gefährlich gekennzeichnet. Im Westen des Burgberges befindet sich auch ein tiefes Einsturzloch.
Die Steinmetze von Bösenburg waren einst weit bekannt. Bis nach Schloss Sanssouci wurden behauene Steine geliefert.

### Name des Dorfes
Es gibt Theorien, dass Bösenburg einst ein Sitz des Thüringerkönigs Bisinus war. Demnach bedeute Bösenburg Bisinus-Burg.

## Sehenswürdigkeiten
- Dorfkirche St. Michael
- Kastanienallee durch das Dorf
- Burgberg, von hier aus ist es möglich, das ganze Dorf zu überblicken